# Grand Prix de Plumelec 1987
Il Grand Prix de Plumelec 1987, tredicesima edizione della corsa, si svolse il 7 giugno su un percorso di 185 km, con partenza e arrivo a Plumelec. Fu vinto dal danese Johnny Weltz della Fagor-MBK davanti ai francesi Laurent Biondi e Bernard Vallet.

## Ordine d'arrivo (Top 10)
| Pos. | Corridore            | Squadra                    | Tempo    |
| ---- | -------------------- | -------------------------- | -------- |
| 1    | Johnny Weltz         | Fagor-MBK                  | 4h47'53" |
| 2    | Laurent Biondi       | Système U                  |          |
| 3    | Bernard Vallet       | R.M.O.                     |          |
| 4    | Frederic Garnier     | Toshiba-Look-La Vie Claire |          |
| 5    | Jean-Claude Leclercq | Toshiba-Look-La Vie Claire |          |
| 6    | Denis Roux           | Z-Peugeot                  |          |
| 7    | Andre Meuwissen      | Hitachi-Marc               |          |
| 8    | Jan Van Camp         | Sigma                      |          |
| 9    | Raoul Bruyndonckx    | Robland-Isoglass-Galli     |          |
| 10   | Patrice Thevenard    | ANC-Halfords-Eurosquad     |          |